# Röj plats för tron
Röj plats för tron är en psalm vars text är skriven av Kristin Solli Schöien och översatt till svenska av Leif Nahnfeldt. Musiken är skriven av Leif Nahnfeldt. 

## Publicerad som
- Nr 874 i Psalmer i 2000-talet under rubriken "Jesus Kristus - människors räddning".